# معركة أولاي
معركة اولاي أو معركة نهر أولاي أو معركة تل توبا أو معركة نهر الكرخة هي معركة حدثت بين الآشوريين والعيلاميين سنة 653 قبل الميلاد حيث انتهت المعركة بانتصار الآشوريين بقيادة آشوربانيبال.